# Fringilla
Fringilla (bogfinkeslægten) er en slægt af fugle i familien finker, der omfatter tre arter alle udbredt i Eurasien eller Nordafrika. I Danmark er bogfinke en almindelig ynglefugl, mens kvækerfinke ses som trækgæst.
Arterne i slægten Fringilla har et hårdt og tilspidset næb med ovale næsebor, der sidder næsten ved basis. Næbryggen er lige. I vingen er den første håndsvingfjer ikke synlig, mens den anden, tredje og fjerde er lige lange og længere end de øvrige. Halen er kløftet. De to køn er forskellige og ungfuglene ligner hunnerne.

## Arter
Arterne i slægten Fringilla
- Bogfinke, F. coelebs
- Kvækerfinke, F. montifringilla
- Blå bogfinke, F. teydea